# Praça Manguetá

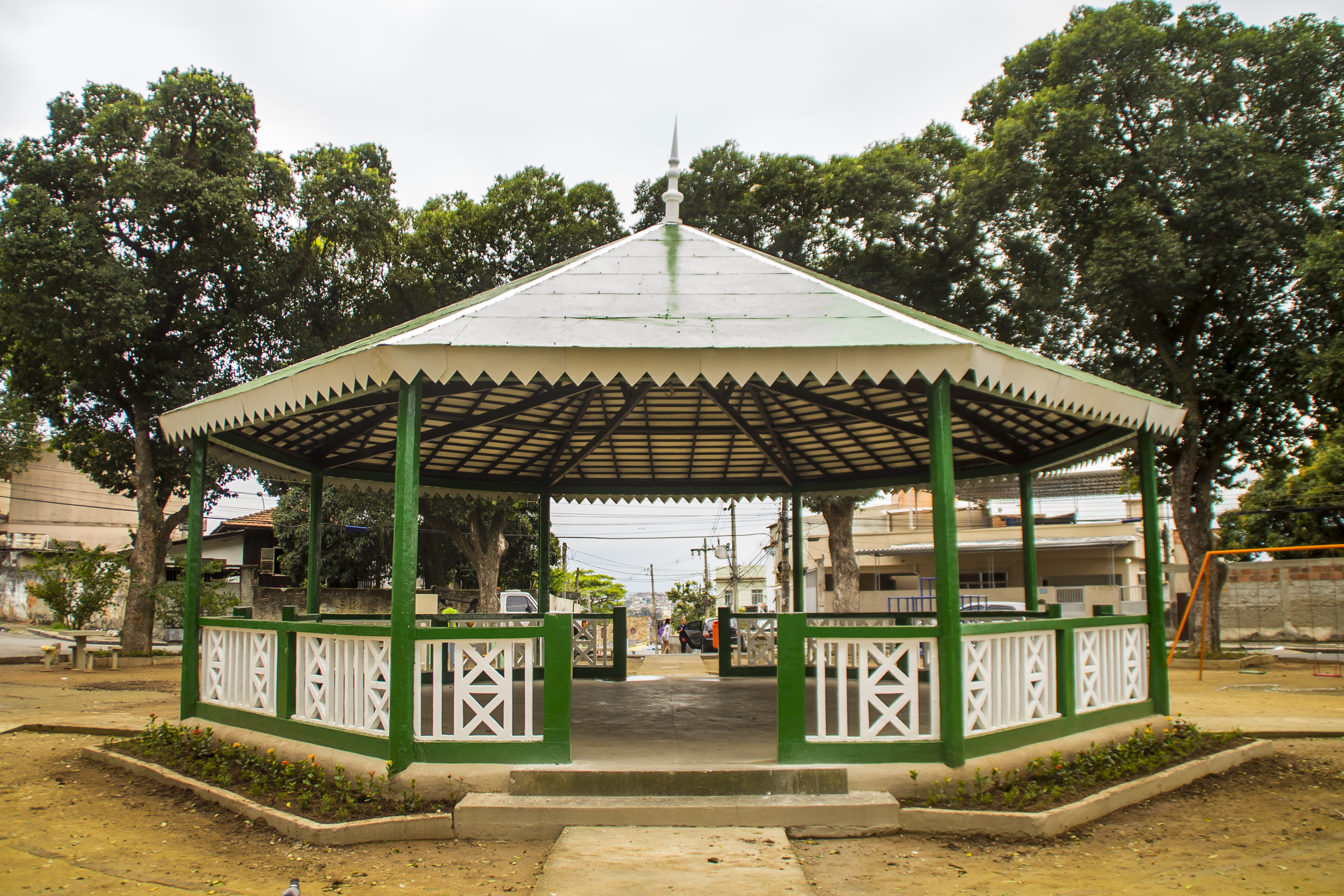
Coreto da Praça Manguetá em 2015.

A Praça Manguetá é uma praça situada no bairro do Jardim Carioca, na Zona Norte da cidade do Rio de Janeiro. Localiza-se no cruzamento das ruas Adige, Caiambá, Frei João e Iana.
A Praça Manguetá é conhecida por seu tradicional coreto, localizado no centro do logradouro. O coreto foi inaugurado pelo presidente Getúlio Vargas em 1936, época em que era um mirante por proporcionar vista para a Baía de Guanabara. No dia 12 de setembro de 2015, o coreto foi entregue revitalizado à população local após obras de restauro, que incluíram a pintura de toda a estrutura, a realização reparos no telhado e a substituição do guarda-corpo, antes de cimento imitando madeira, por uma estrutura em madeira.